# Preston Tower

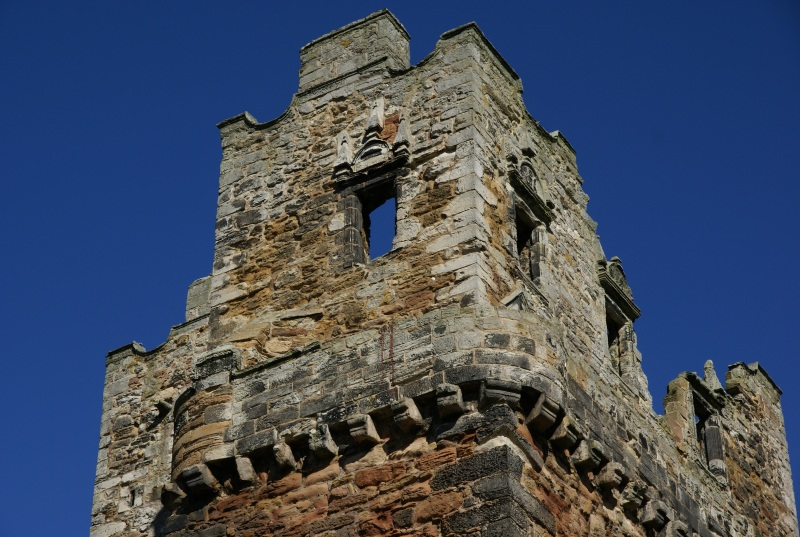
De bovenste twee verdiepingen dateren uit de zeventiende eeuw en zijn voorzien van Renaissance-ramen.

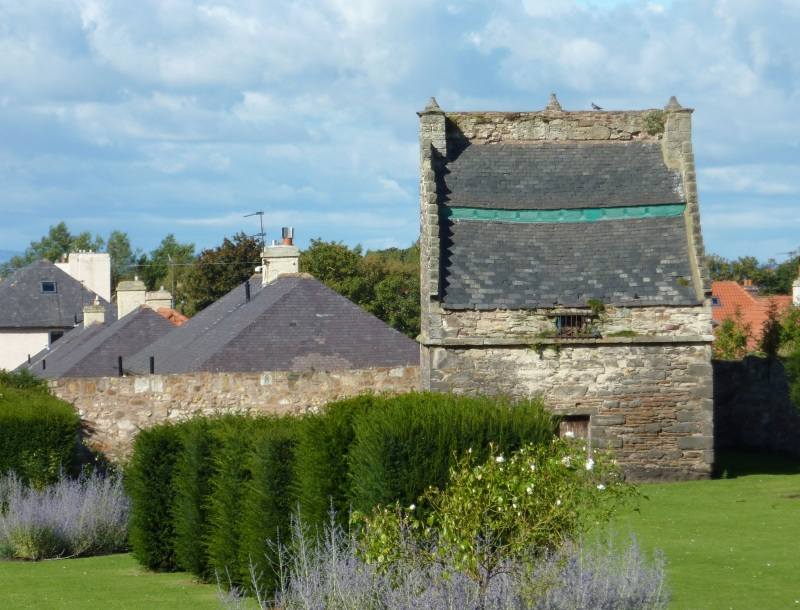
De tuin en de zeventiende-eeuwse duiventil.

Preston Tower is een vijftiende-eeuws kasteel, gelegen in Preston ten zuiden van Prestonpans in de Schotse regio East Lothian. De toren was eigendom van de familie Hamilton van Preston.

## Geschiedenis
Van Preston wordt beweerd dat Preston het eigendom was van de familie Home; volgens de geschreven archieven was Preston echter in de dertiende eeuw eigendom van de familie Seton alvorens Preston eigendom werd van de familie Liddle. Door huwelijk kwam Preston aan het einde van de veertiende eeuw in handen van de Hamiltons van Rossavon, Fingalton en Preston. Het was hoogstwaarschijnlijk deze familie die Preston Tower bouwde.
Preston Tower dateert uit de vijftiende eeuw, al lijken er veertiende-eeuwse delen in de toren te zijn.
In 1544 werd Preston in brand gestoken door de graaf van Hertford. In 1626 werd de borstwering herbouwd en werden twee verdiepingen toegevoegd, voorzien van Renaissance-ramen.
In 1650 werd Preston Tower wederom in brand gestoken, ditmaal door Oliver Cromwell. Het kasteel werd hersteld, doch werd in 1663 per ongeluk weer door brand verwoest. De familie verliet hierop het kasteel en betrok het nabijgelegen Preston House.
In 1673 werd de familie Hamilton verheven tot baronet van Nova Scotia, wat in 1684 ongedaan werd gemaakt. In de negentiende eeuw wisten zij hun eigendommen terug te krijgen. In 1936 werd Preston Tower geconsolideerd. In 1969 werd de woontoren gekocht door de National Trust for Scotland. De toren werd in 2004-2005 gerestaureerd.

## Bouw
Preston Tower is een woontoren met een L-vormige plattegrond. Het kasteel heeft zes verdiepingen, waarvan vier uit de vijftiende eeuw en twee uit de zeventiende eeuw. Na de vierde verdieping is er een overhangende borstwering, die op de hoeken is opengewerkt. De binnenplaats en de buitengebouwen zijn verdwenen, enkel de omwalling en de duiventil uit de zeventiende eeuw zijn overgebleven. De kelderruimte is gewelfd en nabij de ingang met ijzeren hek bevindt zich een put-gevangenis. De ingang tot de woontoren bevindt zich op de eerste verdieping en was enkel bereikbaar via een (houten) trap aan de buitenzijde.

## Folklore
Van Preston Tower wordt gezegd dat er een green lady (Groene Dame) rondwaart.

## Beheer
Preston Tower is eigendom van de National Trust for Scotland en wordt beheerd door de East Lothian Council. Enkel de tuinen kunnen vrij worden bezocht.